# Saburō Shiroyama

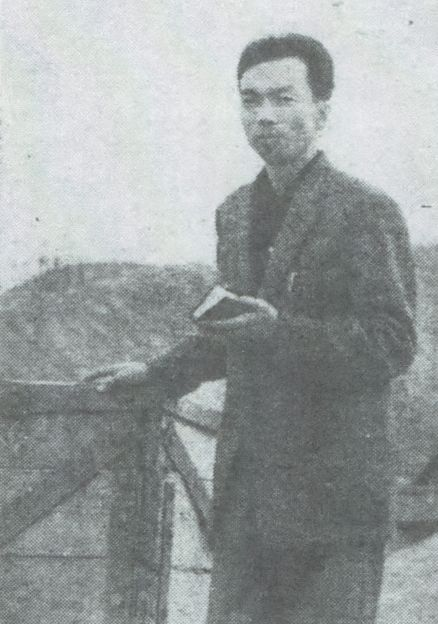
Saburō Shiroyama

Saburō Shiroyama (japanisch 城山 三郎 Shiroyama Saburō, eigentlich Sugiura Eiichi (杉浦 英一); geboren 18. August 1927 in Nagoya (Präfektur Aichi); gestorben 22. März 2007 in der Präfektur Kanagawa) war ein japanischer Schriftsteller.

## Leben und Wirken
Saburō Shiroyama meldete sich während des Pazifikkriegs mit 17 Jahren zur Marine, wurde aber nicht mehr eingesetzt. Er studierte unter dem Wirtschaftswissenschaftler Yamada Yūzō (山田 雄三; 1902–1996) Wirtschaftstheorie an der „Tōkyō University of Commerce“ (東京商科大学, Tōkyō shōka daigaku), der heutigen Hitotsubashi-Universität. 1952 wurde er Lehrbeauftragter an der Pädagogischen Hochschule Aichi, wo er Konjunktur-Theorie unterrichtete, aber auch zu schreiben begann. Sein erstes Buch erschien 1957 unter dem Titel „Yushutsu“ (輸出) – „Export“, welches das Genre „Business Novel“ (経済小説, „keizai shōsetsu“) in den literarischen Mainstream einführte. Auch seine weiteren Romane spielen in der Geschäfts- und Finanzwelt. Für seine Erzählung „Sōkaiya Kinjō“ (総会屋錦城, etwa „Kinjō, der Unruhestifter auf Aktionärsversammlungen“) von 1957 erhielt er ein Jahr später den Naoki-Preis. Dort beschreibt er die Treffen der im Verborgenen arbeitenden Aktienbesitzer.
Shiroyamas Romane beschäftigen sich mit dem Schicksal der gewöhnlichen Leute, die versuchen, in der komplexen Welt des Kapitalismus zurechtzukommen. Er schrieb auch Biographien von modernen führenden Geschäftsleuten. Weitere Preise sind 1975 der Mainichi-Kulturpreis für „Rakujitsu moyu“, 1996 der Kikuchi-Kan-Preis und 2003 der Asahi-Preis.
Zu seinen Werke gehören
- „Shōsetsu Nihon ginkō“ (小説日本銀行) – „Bank of Japan, ein Roman“ – ein Roman über die Bankwelt aus dem Jahr 1963,
- „Rakujitsu moyu“ (落日燃ゆ) – „Das Leuchten der Abendsonne“ 1974[A 1],
- „Ōgon no hibi“ (黄金の日日) – „Tage des Goldes“ 1978, eine Fernsehserie über einen Kaufmann in der Azuchi-Momoyama-Zeit.

Seit 2014 verleiht die Stiftung „Kadokawa bunka shinkō zaidan“ (角川文化振興財団) als einen ihrer Preise den „Shiroyama-Saburō-Preis“.